# Północno-Dźwińska Flotylla Rzeczna
Północno-Dźwińska Flotylla Rzeczna (ros. Северо-Двинская речная флотилия) – flotylla rzeczna Białych podczas wojny domowej w Rosji
Flotylla została sformowana zimą 1918/1919 r. w Archangielsku. Na jej czele od lipca 1919 r. stał kpt. 1 rangi Gieorgij J. Czaplin. Działała na rzece Dźwinie. Początkowo była podporządkowana dowództwu brytyjskich interwencyjnych sił morskich, następnie otrzymała status samodzielnego oddziału wojskowego. Do jej zadań należało głównie wspieranie działań lądowych wojsk Białych wzdłuż Dźwiny, przewożenie żołnierzy, zaopatrzenia i różnego rodzaju towarów, przeprowadzanie desantów z rzeki.
Składała się z Oddziału Kanonierek Rzecznych (kanonierki "Опыт" - 1 działo 120 mm, 2 działa 76 mm i 4 karabiny maszynowe, "Разлив", "Ярославец", "Грозный", "Спасский завод") pod dowództwem por. Anatolija A. Chwickiego, Dywizjonu Kutrów - Niszczycieli (kutry "Смелый", "Скорый", "Стремительный", "Свирепый", "Страшный", "Гроза" - 1 działko 47 mm i 2 karabiny maszynowe, "Вихрь", "Молния", "Шквал", 2 holowniki motorowe, małe kutry motorowe "Ветер", "Мороз", "Стрела", "Вьюга", "Буря", "Маркаб"), Oddziału Pływających Baterii pod dowództwem por. Antona G. Malczikowskiego (pływające baterie artylerii "Ополченец" - 2 działa 120 mm, 1 działo 75 mm i 3 karabiny maszynowe, "Доброволец" - 1 działo 120 mm, 1 działo 75 mm i 3 karabiny maszynowe, "Северянин", "Nr 4", "Nr 5", "Nr 6", "Nr 7", "Партизан" - 1 działo 120 mm, 1 działo 75 mm i 3 karabiny maszynowe, "Стрелок" - 1 działo 120 mm, 1 działo 75 mm i 3 karabiny maszynowe, "Воин", "Сибиряк", "Моряк"), Oddziału Trałowania Rzecznego pod dowództwem ppor. Fiodora von der Roppa (trałowce rzeczne "T.T,17", "T.T.18", "T.1", "T.2", "T.3", "T.4"), Oddziału Statków Łącznikowych (statki łącznikowe "Рекорд", "Прогресс", "Курьер", "Сухонец", parochod "Пират" - 3 karabiny maszynowe) i staków pomocniczych flotylli (pływające nabrzeża, pływające warsztaty, różnego rodzaju barki, kutry motorowe). 
Na pocz. 1920 r. w składzie flotylli znajdowała się już tylko 1 kanonierka i 7 pływających baterii artylerii (poza statkami pomocniczymi). Po zajęciu Archangielska przez wojska bolszewickie pod koniec lutego 1920 r., flotylla została rozformowana.